# معیار موهر–کولمب
معیار گسیختگی موهر-کولمب یا مور-کلمب (به انگلیسی: Mohr–Coulomb theory) یک مدل ریاضی برای توصیف رفتار مواد شکننده یا ترد همانند بتن تحت تأثیر تنش‌های برشی و نرمال می‌باشد. در مهندسی ژئوتکنیک از این معیار برای بیان مقاومت برشی خاک‌های چسبنده-اصطکاکی و سنگ استفاده می‌شود. همچنین در مهندسی سازه برای تخمین بار گسیختگی و زاویه شکست به کار می‌رود.
{\displaystyle \tau =\sigma ~\tan(\phi )+c}